# Tony Penikett

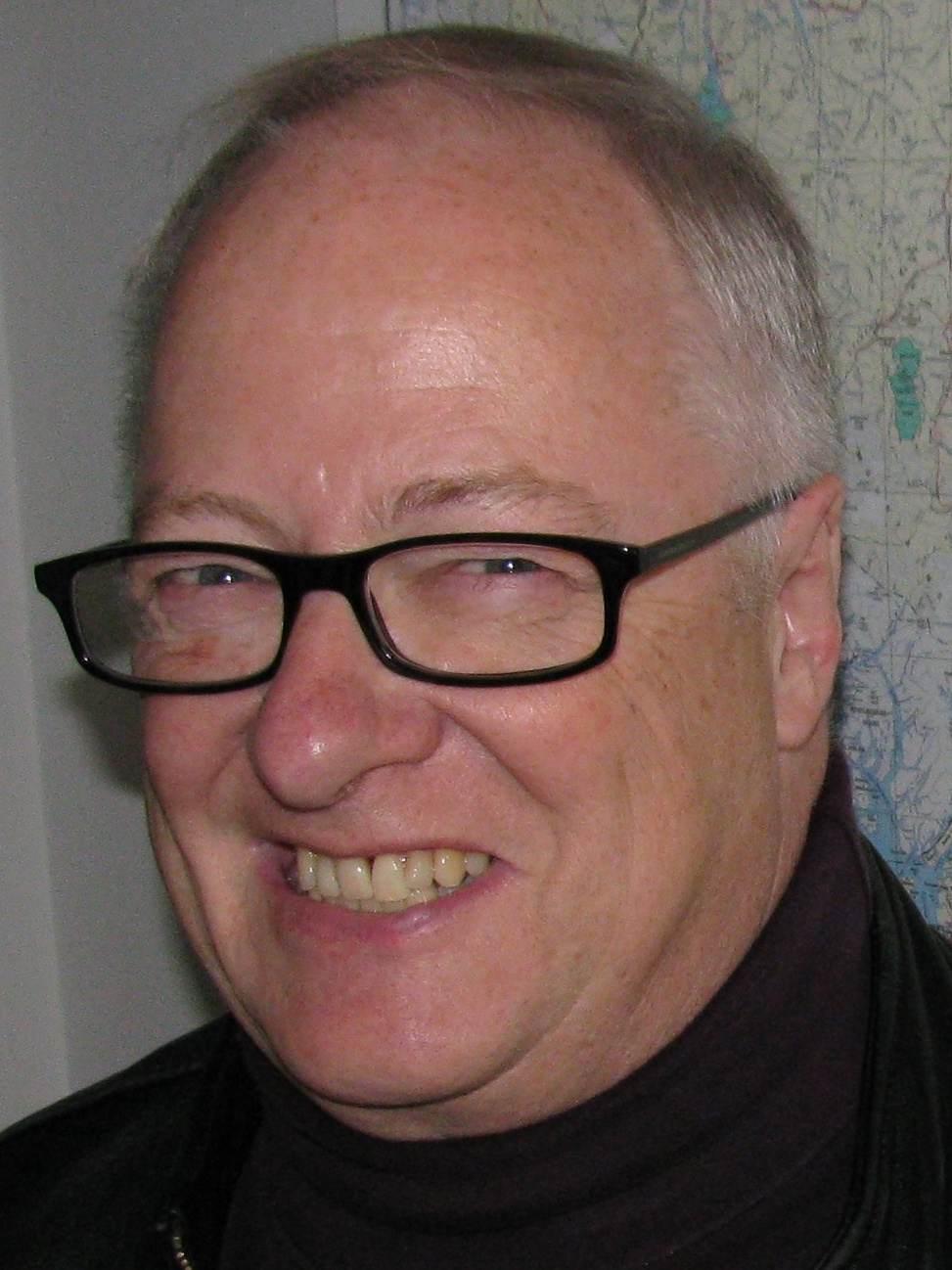
Tony Penikett

Antony David John Penikett (* 14. November 1945 in Sussex, Vereinigtes Königreich), bekannt als Tony Penikett, ist ein kanadischer Politiker, der von 1985 bis 1992 Premierminister von Yukon war. Von 1981 bis 1995 war er Vorsitzender der Yukon New Democratic Party. Von 1978 bis 1995 war er außerdem Abgeordneter der Legislativversammlung von Yukon für den Wahlkreis Whitehorse Westen.

## Leben und Karriere
Penikett wurde am 14. November 1945 in Sussex, England, geboren. Er besuchte die Schule in Hertfordshire, England, sowie in Ontario und Alberta. Er arbeitete als Asbestbergarbeiter in Clinton Creek, Yukon. 1975 wurde sein Sohn Tahmoh Penikett geboren.
Bei der Kanadische Unterhauswahl 1974 war Penikett der Kandidat der Neuen Demokratischen Partei für den Wahlkreis Yukon. Mit 19,46 % der Stimmen belegte er den dritten Platz. Von 1975 bis 1977 arbeitete er in Ottawa als Assistent von Ed Broadbent. 1977 kehrte Penikett nach Yukon zurück und wurde in den Stadtrat von Whitehorse gewählt. Bei der Yukon-Territoriumswahl 1978 war Penikett der Kandidat der Yukon New Democratic Party im Wahlkreis Whitehorse West. Er wurde gewählt und war damit das erste Mitglied der Partei, das jemals in die Legislativversammlung von Yukon gewählt wurde. 1981 wurde Penikett Nachfolger von Fred Berger und Vorsitzender der Yukon New Democratic Party. Im selben Jahr wurde er auch Parteipräsident der föderal Neuen Demokratischen Partei.
Penikett führte die Yukon New Democratic Party bei den Territoriumswahl 1982 an. Bei der Wahl verbesserte sich das Ergebnis der Partei deutlich, sie erreichte mit 35,42 % der Stimmen den zweiten Platz und 6 Sitze in der Legislativversammlung von Yukon. Auch in Whitehorse Westen wurde Penikett mit einem verbesserten Ergebnis von 48,7 % der Stimmen wiedergewählt.
Bei der Territoriumswahl 1985 erreichte die Partei mit 41,10 % der Stimmen den ersten Platz. Infolgedessen wurde Penikett Premierminister von Yukon. Zunächst bildete er eine Minderheitsregierung mit 8 der 16 Sitze in der Legislativversammlung. 1987 erlangte die Regierung die Mehrheit, nachdem Danny Joe, Mitglied der Yukon New Democratic Party, eine Nachwahl im Wahlkreis Tatchun gewann.
In seiner ersten Amtszeit als Premierminister verfolgte Penikett mehrere politische Ziele. Er kämpfte dafür, dass die Territorialregierung mehr Kontrolle über die natürlichen Ressourcen des Yukon erhielt. Darüber hinaus handelte er mit den Stämmen der First Nations vier Abkommen zur Beilegung von Landstreitigkeiten aus. Peniketts Regierung verabschiedete außerdem ein Gesetz, das Diskriminierung aufgrund von Alter, Rasse, Geschlecht oder sexuelle Orientierung verbietet.
Bei der Territorialwahl 1989 errang die Yukon New Democratic Party mit verbesserten 44,89 % der Stimmen eine Mehrheit von 9 Sitzen in der Legislativversammlung. Auch Penikett wurde in seinem Wahlkreis wiedergewählt und blieb Premierminister.
Peniketts zweite Amtszeit war von der Verfassungspolitik geprägt. Er war ein Gegner des Meech Lake Accord, einem Versuch, die kanadische Verfassung zu ändern. Penikett argumentierte, dass die Änderungen verhindern würden, dass Yukon in Zukunft eine Provinz (und nicht ein Territorium) wird. Er lehnte auch die Idee ab, bei der Auswahl der Senatoren und Richter des Oberster Gerichtshof die Provinzen und nicht die Territorien zu konsultieren. Später unterstützte Penikett das Charlottetown Accord, einen zweiten Versuch zur Änderung der Verfassung, obwohl er damit teilweise nicht einverstanden war.
Bei den Territorialwahlen 1992 belegte die Yukon New Democratic Party mit sechs Sitzen und 35,08 % der Stimmen den zweiten Platz. Penikett wurde in seinem Wahlkreis Whitehorse Westen wiedergewählt, die Partei verlor jedoch drei Sitze. Nachfolger von Penikett als Premierminister von Yukon wurde John Ostashek von der Yukon Partei.
Am 25. April 1994 gab Penikett seinen Rücktritt als Vorsitzender der Yukon New Democratic Party bekannt. Auf dem Parteitag im Mai 1995 wurde Piers McDonald zu seinem Nachfolger gewählt. Penikett galt auf dem Parteitag 1995 als potenzieller Kandidat für die Nachfolge von Audrey McLaughlin als Vorsitzende der föderal Neue Demokratische Partei. Er lehnte es ab, als Kandidat anzutreten, und McLaughlins Nachfolgerin wurde Alexa McDonough.
Penikett blieb bis zum 27. September 1995 Mitglied der Legislativversammlung von Yukon, als er sein Amt niederlegte, um als Berater von Roy Romanow zu fungieren. Sein Nachfolger als Abgeordneter des Wahlkreises Whitehorse Westen wurde sein Parteikollege David Sloan.
1998 fungierte Penikett als Verhandlungsführer für die Provinz British Columbia bei Verhandlungen mit den Gewerkschaften des Öffentlichen Dienstes.
Von 2001 bis 2005 war Penikett Professor an der Simon Fraser University. Im Jahr 2020 wurde er zum Officer des Order of Canada ernannt.

## Werke
- Reconciliation: First Nations Treaty Making in British Columbia. ISBN 978-1-99844-411-3